# Атенс (Западна Вирџинија)
Атенс (енгл. Athens) град је у америчкој савезној држави Западна Вирџинија.

## Демографија
По попису из 2010. године број становника је 1.048, што је 54 (-4,9%) становника мање него 2000. године.
| Група             | 2000.         | 2010.       |
| Белци             | 1.010 (91,7%) | 945 (90,2%) |
| Афроамериканци    | 53 (4,8%)     | 59 (5,6%)   |
| Азијати           | 17 (1,5%)     | 22 (2,1%)   |
| Хиспаноамериканци | 10 (0,9%)     | 15 (1,4%)   |
| Укупно            | 1.102         | 1.048       |